# İlker Erbay
İlker Erbay (* 14. Juni 1984 in Istanbul) ist ein türkischer Fußballspieler. Als Eigengewächs wird er mit Galatasaray Istanbul assoziiert.

## Karriere

### Verein
Erbay kam im Istanbuler Stadtteil Sarıyer auf die Welt und begann mit dem Vereinsfußball in der Jugend von Galatasaray Istanbul. Im Sommer 2002 erhielt er hier einen Profivertrag und trainierte ab Frühjahr 2003 neben seiner Tätigkeit bei der Reservemannschaft auch mit den Profis mit. Am letzten Spieltag der Saison wurde er vom Cheftrainer Fatih Terim im Spiel gegen Gaziantepspor eingewechselt und gab so sein Profidebüt. Für die neue Saison wurde er an den Erstligisten Elazığspor ausgeliehen. Nach einer halben Saison wurde sein Leihvertrag mit diesem Verein aufgelöst und auch sein Vertrag mit Galatasaray. Im Frühjahr 2004 wechselte er dann zum Drittligisten und dem damaligen Viertligaverein Beylerbeyi SK. Bei diesem Verein verweilte er bis zum Saisonende, heuerte dann beim Ligarivalen Mersin İdman Yurdu an und nach einer weiteren Saison bei Gaziantep Büyükşehir Belediyespor.
Im Sommer 2006 wechselte er wieder zu seinem alten Verein Galatasaray und nahm am vorsaisonlichen Vorbereitungscamp teil. Hier wurde er dann vom Cheftrainer Eric Gerets aussortiert und dann an den Zweitligisten Kocaelispor ausgeliehen. Im Sommer 2007 wechselte Erbay zum Erstligisten Kayseri Erciyesspor, blieb hier eine Spielzeit und zog dann zu Orduspor weiter. Zum Frühjahr 2009 kehrte er dann zu Kayseri Erciyesspor zurück.
In der neuen Saison wechselte Erbay zum Drittligisten Tepecikspor und eine halbe Saison später zum Ligarivalen Fethiyespor.
Später spielte er der Reihe nach für Alanyaspor, Beypazarı Şekerspor und kehrte im Sommer 2012 zu Tepecikspor zurück.

### Nationalmannschaft
Erbay spielte fünfmal für die Türkische U-19-Nationalmannschaft.